# Rue de la Petite-Truanderie

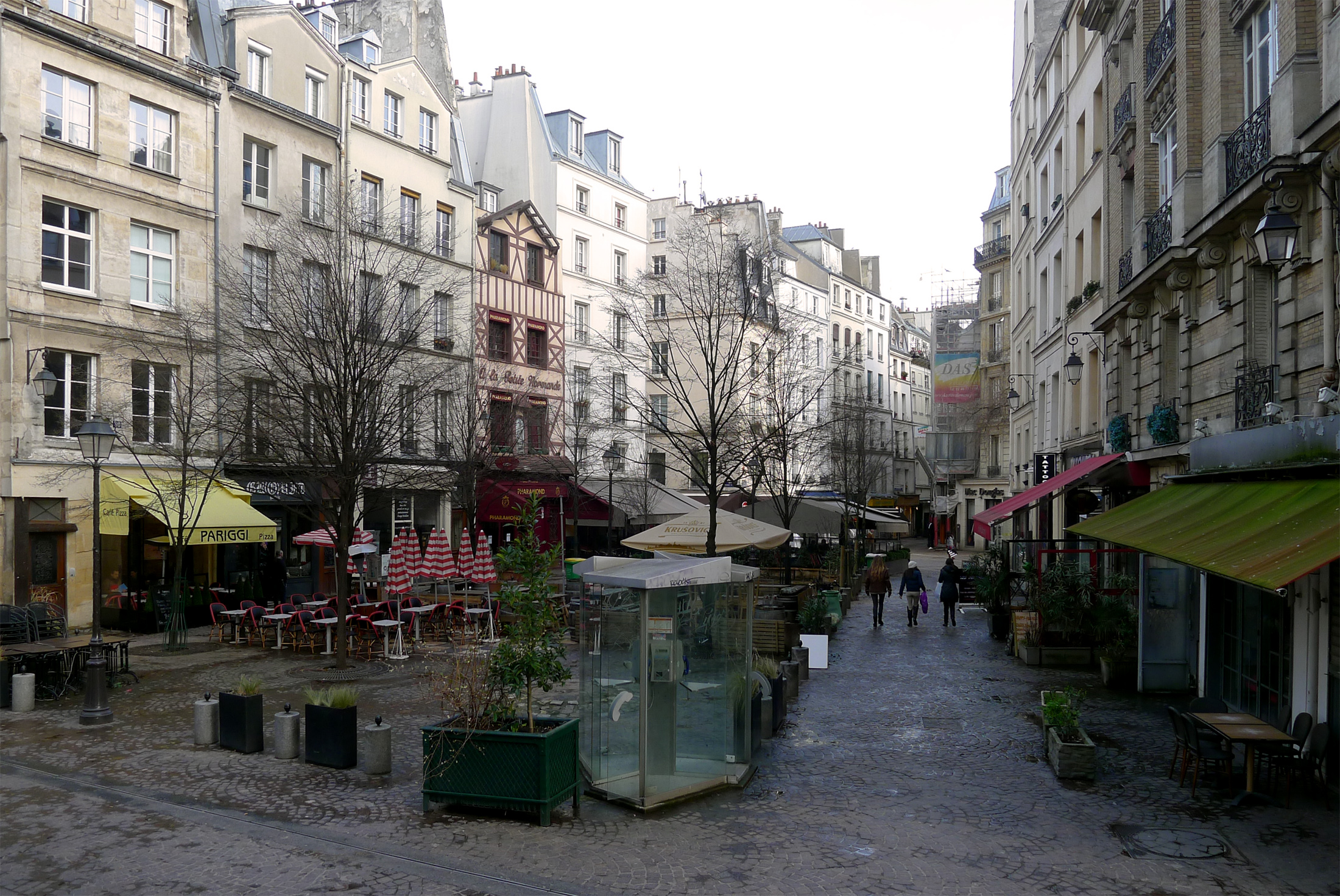
Place formée par le côté des numéros pairs de la rue de la Grande-Truanderie (à gauche) et le côté des numéros impairs de la rue de la Petite-Truanderie (à droite).

La rue de la Petite-Truanderie est une voie, ancienne, du 1er arrondissement de Paris, en France.

## Situation et accès
La rue, fait partie du 1er arrondissement quartier des Halles, d'une longueur de 34 mètres, débute au 16, rue Mondétour et se termine au 11, rue Pierre-Lescot et rue de la Grande-Truanderie.
La rue de la Petite-Truanderie est desservie par la ligne 4 à la station de métro Les Halles, par le RER A à la station Châtelet - Les Halles.

## Origine du nom
On ne connait pas l'origine exacte du nom, il existe deux thèses :
- La première, défendue par Sauval et Cenalis qui pensent que le nom de « truanderie » viendrait du mot « truand » qui signifie en vieux langage et en terme populaire « fainéant, vaurien, mendiant, gueux… ». Ceux qui soutiennent cet aphorisme disent qu'en 1313 cette rue était nommée « la Truanderie » car elle était à l'extrémité nord de Paris, le long des murs de Philippe Auguste et qu'elle était habitée par des vauriens, des diseurs de bonne aventure, et que c'était une véritable cour des Miracles[1].
- La seconde, défendue par Jaillot qui pense que le nom viendrait de « truage », qui signifie « impôts[2] ». En effet, il y avait, rue de la Grande-Truanderie, un bureau où l'on percevait les droits d'entrée des marchandises entrant dans Paris[1].

## Historique
La rue de la Petite-Truanderie, comme la rue de la Grande-Truanderie, était déjà construite en 1250. Son emplacement faisait anciennement partie du petit fief de Thérouenne, dont la moitié environ fut cédée à Philippe Auguste par Adam, archidiacre de Paris, puis évêque de Thérouenne.
Robert Cenalis, dans son Histoire de France dédiée en 1555 à Henri II, nomme la rue de la Petite-Truanderie « via Mendicatrix minor ». Elle a également porté les noms de « rue du Puits-d'Amour » et de « rue de l'Ariane ». 
Elle est citée dans Le Dit des rues de Paris, de Guillot de Paris, sous le nom « rue de la Petite-Truanderie ».
Une décision ministérielle du 28 prairial an IX (17 juin 1801) signée Chaptal fixe la moindre largeur de cette voie publique à 10,5 mètres.
À la jonction des rues Pirouette, Mondétour, de la Petite-Truanderie et de la Grande-Truanderie se trouvait le carrefour de la Tour sur lequel était situé le Puits-d'Amour.
En 1817, la rue de la Petite-Truanderie, d'une longueur de 52 mètres, commençait aux 16-18, rue Mondétour et finissait aux 13-18, rue de la Grande-Truanderie. Elle était située dans l'ancien Ve arrondissement dans le quartier Montorgueil.
Les numéros de la rue étaient noirs. Le dernier numéro impair était le no 15 et le dernier numéro pair était le no 16.
Elle forme de nos jours le côté sud d'une place triangulaire, dont le côté nord est formé par la rue de la Grande-Truanderie et la partie ouest par la rue Mondétour. Autrefois, le centre de cette place était occupé par un îlot d'immeubles aujourd'hui disparu.

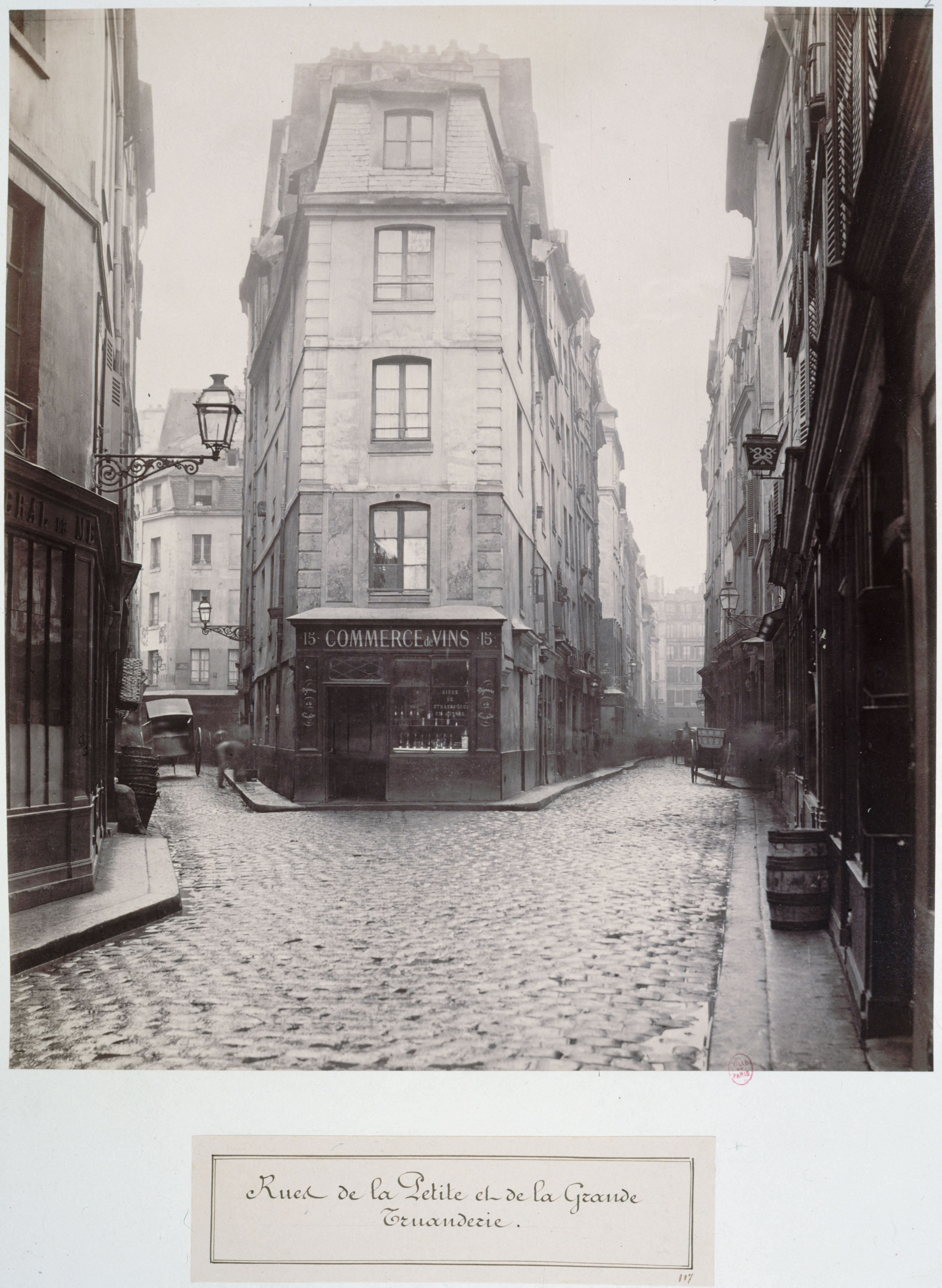
Îlot d'immeuble séparant les rues de la Grande et Petite-Truanderie vers 1865 (photographie de Charles Marville).
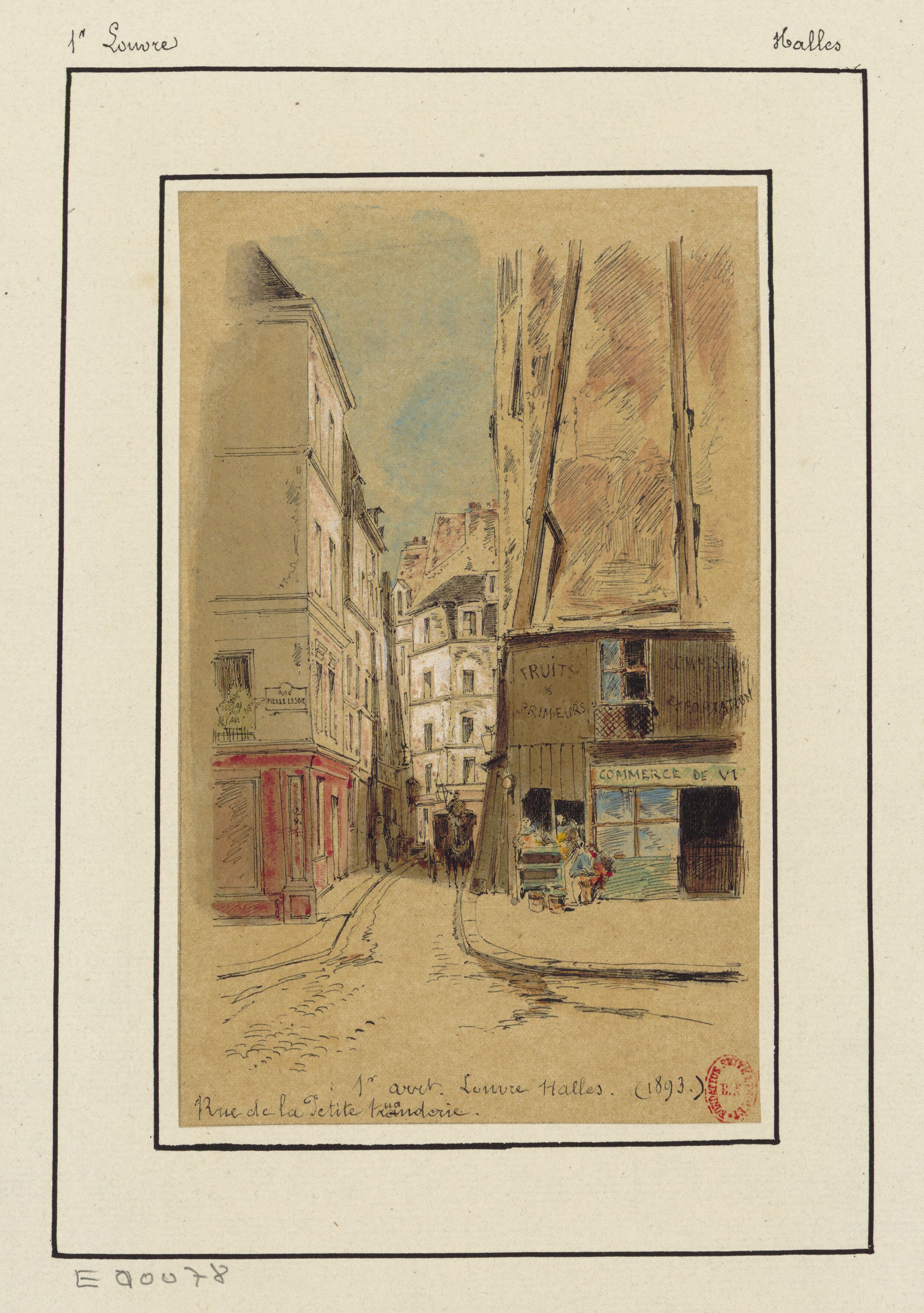
La rue en 1893 (dessin de Jules-Adolphe Chauvet).
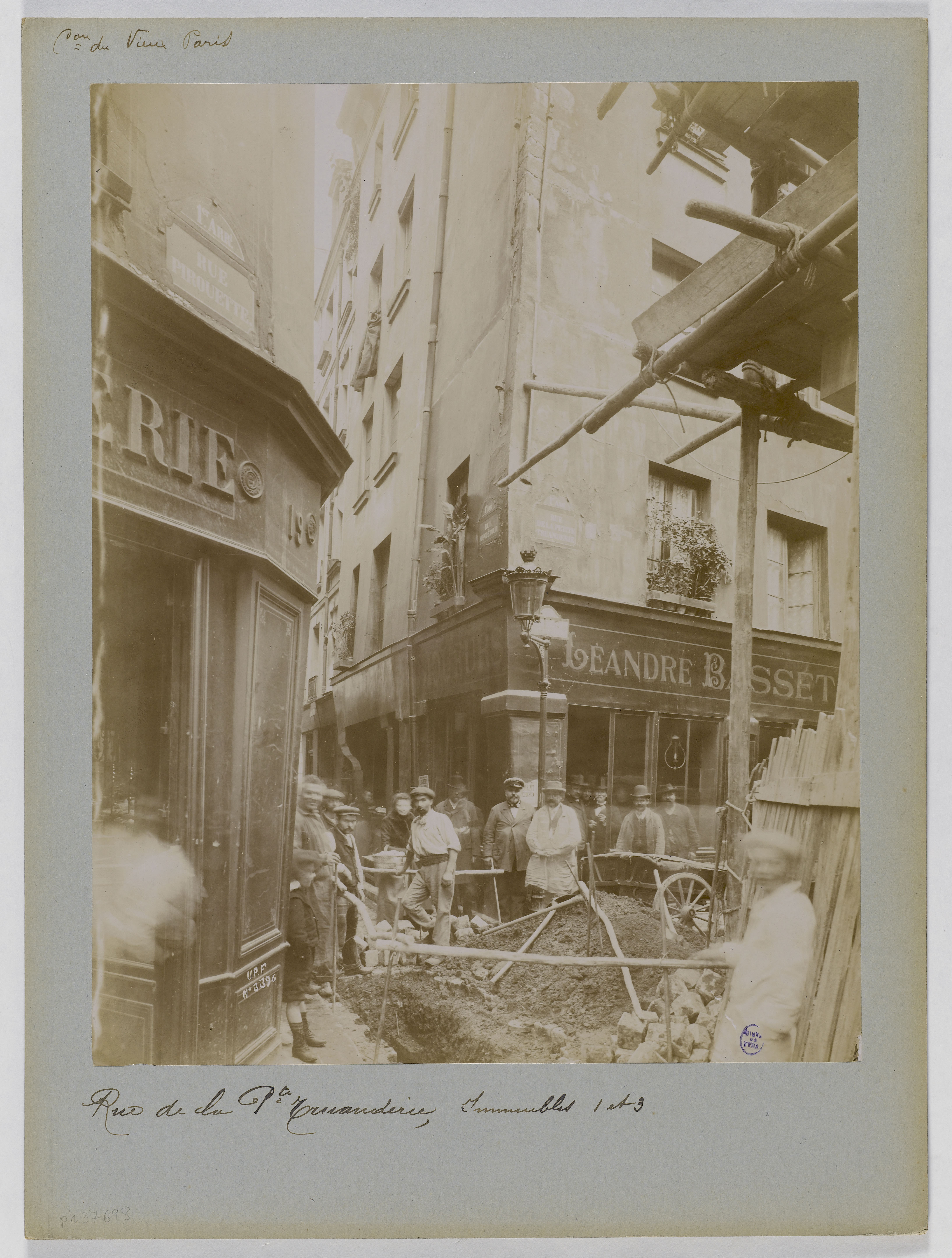
Les nos 1-3 à l'angle de la rue Mondétour et de la rue Pirouette vers 1895.
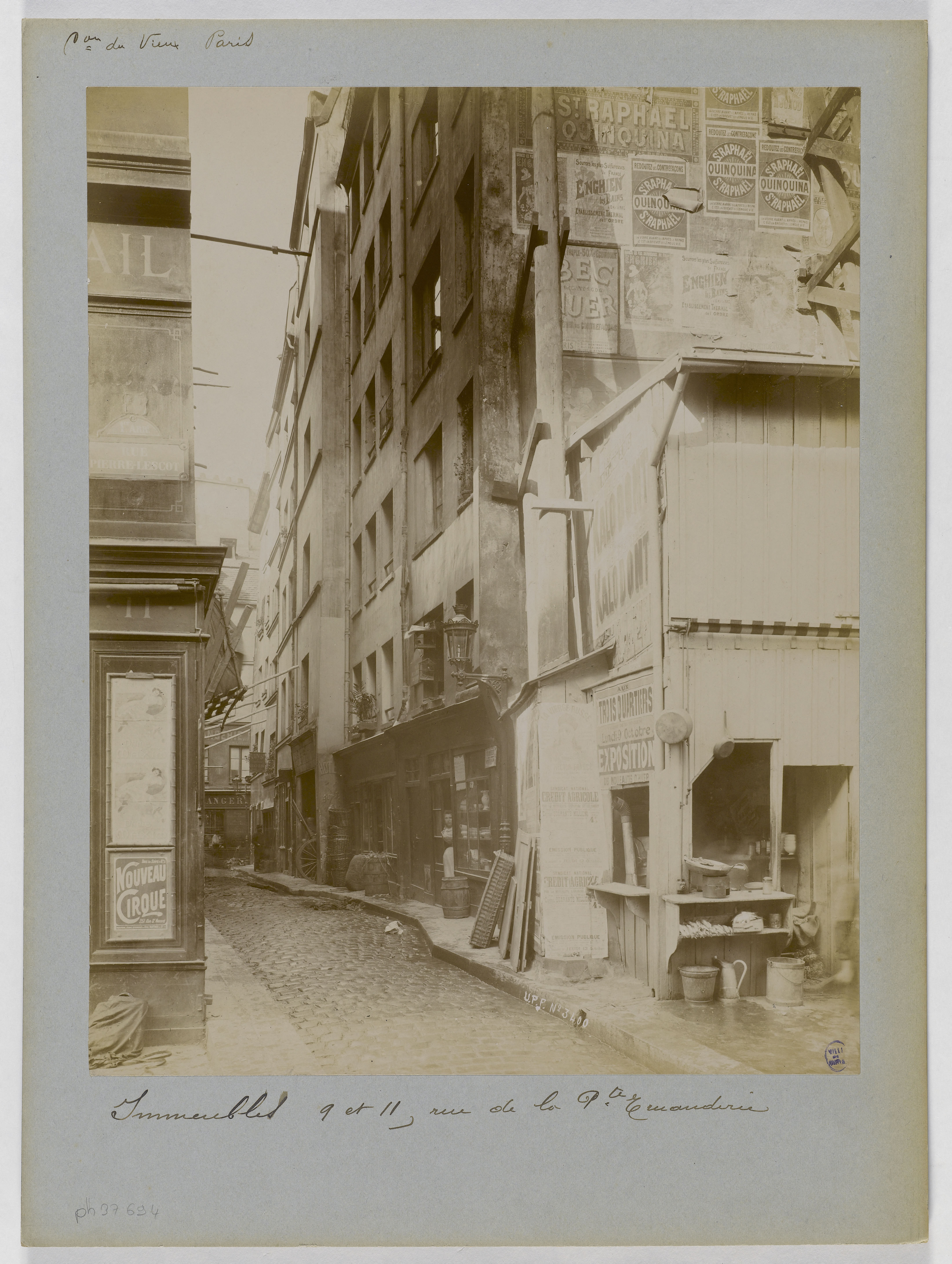
Les nos 9-11 à l'angle de la rue Pierre Lescot vers 1895.
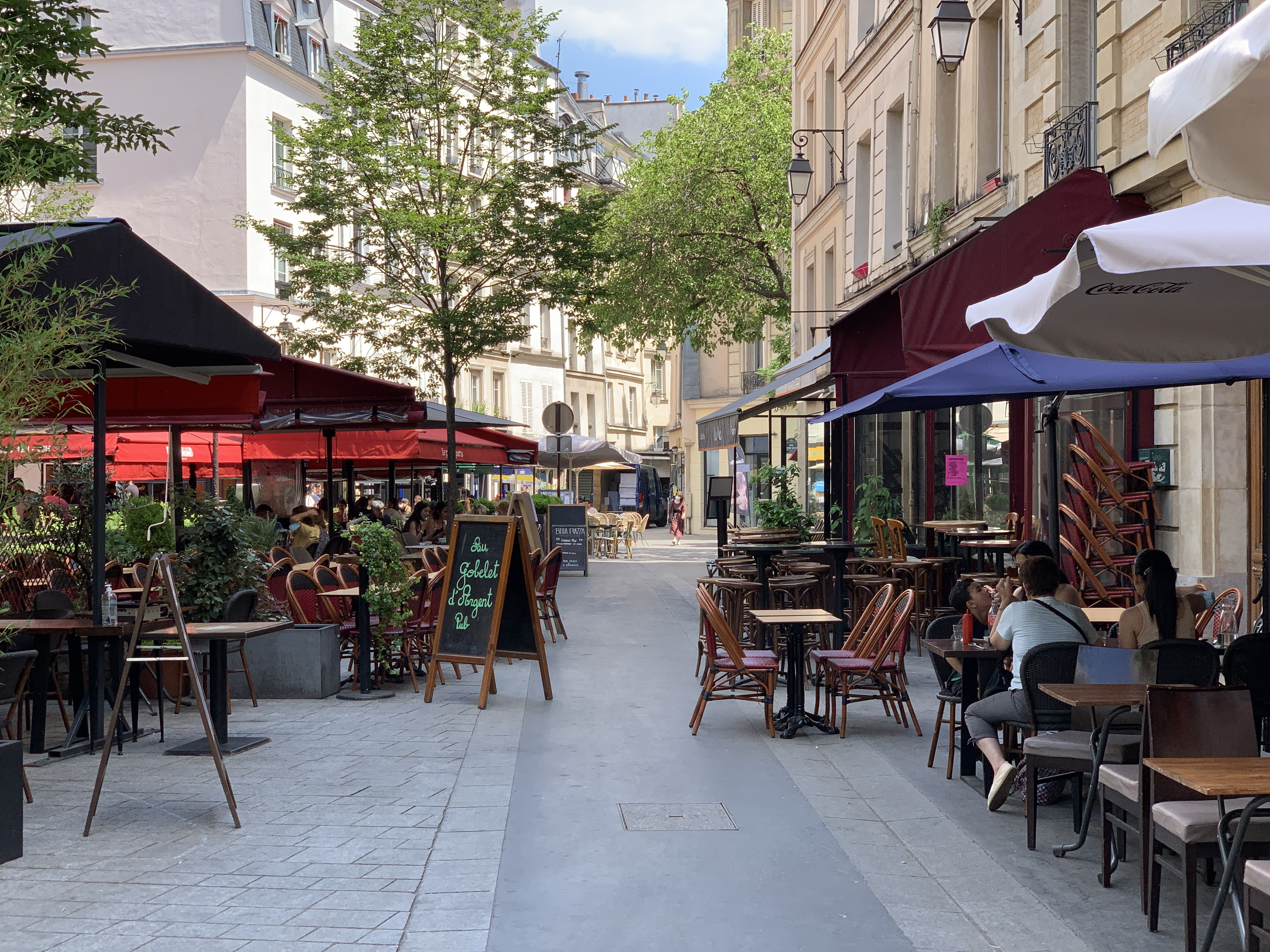
La rue aujourd'hui.

## Pour approfondir